# 鹿取泰衛
鹿取 泰衛（かとり やすえ、1921年7月16日 - 2003年1月11日）は、日本の外交官。位階は正三位。
外務大臣官房長、外務審議官、駐中国特命全権大使、駐ソ連特命全権大使。

## 人物・経歴
宮城県仙台市出身。1941年浦和高等学校文科乙類卒業。1943年東京帝国大学法学部政治学科中退、外務省入省。ドイツ語研修を受ける。在ドイツ日本国大使館一等書記官を経て、1963年外務省欧亜局西欧課長。1965年外務省外務大臣官房会計課長。1967年外務省北米局外務参事官。同年在シアトル日本国総領事館総領事。1969年在インド日本国大使館参事官。1970年外務省経済協力局外務参事官。1972年外務省外務大臣官房長。1974年外務省経済協力局長。1975年オーストリア国駐箚特命全権大使、国際原子力機関理事会理事たる日本政府代表。1979年外務審議官。1981年中華人民共和国駐箚特命全権大使。1984年ソヴィエト連邦駐箚特命全権大使。1987年国際交流基金理事長。1992年国際交流基金顧問。1993年日本外交協会理事長。同年、勲一等瑞宝章を受章。2003年1月11日、呼吸不全のため東京都目黒区三田の自宅で死去。同年正三位。

## 家族
外交官の鹿取克章は子。